# Dégué-Dégué
Dégué-Dégué est une commune rurale située dans le département de Sidéradougou de la province de la Comoé dans la région des Cascades au Burkina Faso.

## Géographie
Dégué-Dégué est situé sur la route nationale 11 à 8 kilomètres à l'Ouest de Sidéradougou et à environ 50 kilomètres à l'Est de Banfora. La commune est composée de cinq hameaux distincts qui se sont unifiés en entité.

## Histoire
Dégué-Dégué est un village du « pays Tiéfo » dont les récits mythiques le relient à Gouandogo et de Noumoudara et plus anciennement au royaume de Kong, d'où seraient issus les premiers chasseurs ayant créé les noyaux des foyers villageois. Ce sont ensuite joints à eux, au début du XXe siècle des individus issus de l'ethnie Karaboro fondant les hameaux les plus récentes et entrainant des rapports de pouvoir et de force entre les deux ethnies, notamment en termes d'installation de nouveaux immigrants.
En 2006, Dégué-Dégué est composé de treize lignages autochtones gérant indépendamment les ressources territoriales qui leur ont été attribuées, pour les dernières à la fin du XIXe siècle, sous la direction spirituelle d'un « chef de terre ».

## Éducation et santé
Le village possède une école primaire publique.